# Tour d'Émilie 2023
La 106e édition du Tour d'Émilie, une course cycliste masculine a lieu en Italie le 30 septembre 2023. La course, disputée sur 204,1 kilomètres entre Carpi et San Luca, fait partie du calendrier UCI ProSeries 2023 (deuxième niveau mondial) en catégorie 1.Pro. 

## Parcours
Le premier passage sur la ligne d'arrivée se situe après 167,3 km. Ensuite, les coureurs accomplissent quatre fois le circuit local de 9,2 km. Ce circuit se termine par la montée de 2 100 m avec une pente moyenne de 10,8 % le long des arcades vers le sanctuaire Madonna di San Luca.

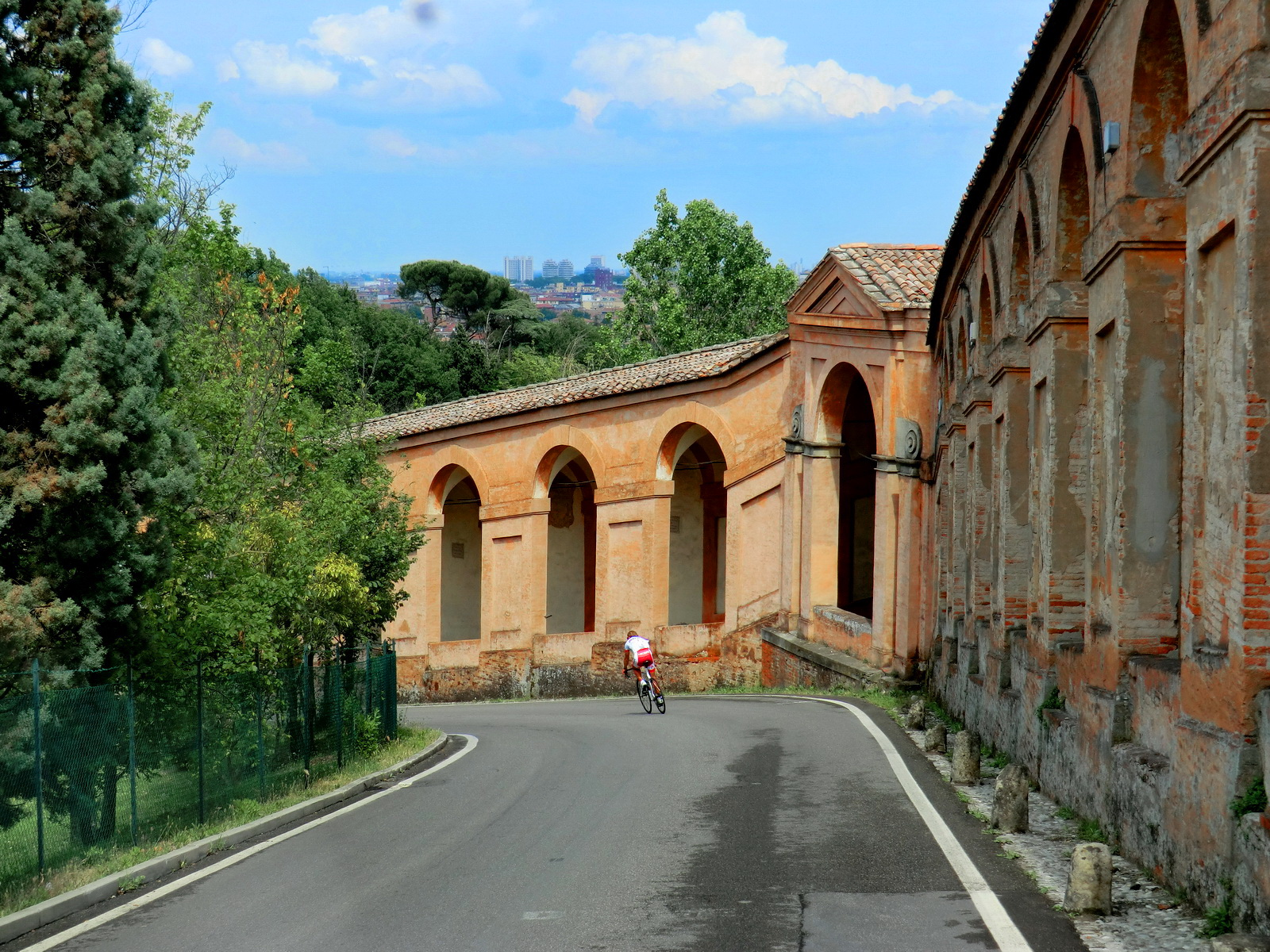
Côte du sanctuaire Madonna di San Luca

## Équipes participantes
| WorldTeams (16)- AG2R Citroën Team - Alpecin-Deceuninck - Astana Qazaqstan Team - Bora-Hansgrohe - Cofidis - EF Education-EasyPost - Groupama-FDJ - Ineos Grenadiers - Jumbo-Visma - Lidl-Trek - Movistar Team - Soudal Quick-Step - Arkéa-Samsic - Team DSM-Firmenich - Team Jayco AlUla - UAE Team Emirates ProTeams (6)- Bingoal WB - Eolo-Kometa - Green Project-Bardiani CSF-Faizanè - Israel-Premier Tech - Q36.5 Pro Cycling Team - Team Corratec-Selle Italia Équipes continentales (3)- Beltrami TSA-Tre Colli - GW Shimano-Sidermec - Team Technipes #inEmiliaRomagna |
| |

## Classements

### Classement final
| \| Classement général \| Classement général \| Classement général \| Classement général \| Classement général \| \| Coureur \| Coureur \| Pays \| Équipe \| Temps \| \| ------------------ \| ------------------ \| ------------------ \| --------------------- \| ------------------ \| \| 1er \| Primož Roglič \| Slovénie \| Jumbo-Visma \| 4 h 49 min 44 s \| \| 2e \| Tadej Pogačar \| Slovénie \| UAE Team Emirates \| + 1 s \| \| 3e \| Simon Yates \| Royaume-Uni \| Team Jayco AlUla \| + 1 s \| \| 4e \| Enric Mas \| Espagne \| Movistar Team \| + 4 s \| \| 5e \| Michael Woods \| Canada \| Israel-Premier Tech \| + 4 s \| \| 6e \| Aleksandr Vlasov \| Bannière neutre \| Bora-Hansgrohe \| + 6 s \| \| 7e \| Richard Carapaz \| Équateur \| EF Education-EasyPost \| + 9 s \| \| 8e \| Giulio Ciccone \| Italie \| Lidl-Trek \| + 15 s \| \| 9e \| Adam Yates \| Royaume-Uni \| UAE Team Emirates \| + 42 s \| \| 10e \| Warren Barguil \| France \| Arkéa-Samsic \| + 58 s \| |                  |                 |                       |                 |
| |                  |                 |                       |                 |
| Source : ProCyclingStats |                  |                 |                       |                 |
| Classement général |                  |                 |                       |                 |
| Coureur | Coureur          | Pays            | Équipe                | Temps           |
| 1er | Primož Roglič    | Slovénie        | Jumbo-Visma           | 4 h 49 min 44 s |
| 2e | Tadej Pogačar    | Slovénie        | UAE Team Emirates     | + 1 s           |
| 3e | Simon Yates      | Royaume-Uni     | Team Jayco AlUla      | + 1 s           |
| 4e | Enric Mas        | Espagne         | Movistar Team         | + 4 s           |
| 5e | Michael Woods    | Canada          | Israel-Premier Tech   | + 4 s           |
| 6e | Aleksandr Vlasov | Bannière neutre | Bora-Hansgrohe        | + 6 s           |
| 7e | Richard Carapaz  | Équateur        | EF Education-EasyPost | + 9 s           |
| 8e | Giulio Ciccone   | Italie          | Lidl-Trek             | + 15 s          |
| 9e | Adam Yates       | Royaume-Uni     | UAE Team Emirates     | + 42 s          |
| 10e | Warren Barguil   | France          | Arkéa-Samsic          | + 58 s          |

### Liste des participants
| Movistar Team MOV | Movistar Team MOV                  | Movistar Team MOV |
| ----------------- | ---------------------------------- | ----------------- |
| Num               | Coureur                            | Pos               |
| 1                 | Enric Mas (ESP)                    | 4e                |
| 2                 | William Barta (USA)                | 75e               |
| 3                 | Imanol Erviti (ESP)                | AB                |
| 4                 | Matteo Jorgenson (USA)             | 19e               |
| 5                 | Gregor Mühlberger (AUT) (route)    | 70e               |
| 6                 | Óscar Rodríguez Garaicoechea (ESP) | 65e               |
| 7                 | Oier Lazkano (ESP) (route)         | AB                |

| AG2R Citroën Team ACT | AG2R Citroën Team ACT        | AG2R Citroën Team ACT |
| --------------------- | ---------------------------- | --------------------- |
| Num                   | Coureur                      | Pos                   |
| 11                    | Ben O'Connor (AUS)           | 11e                   |
| 12                    | Nicolas Prodhomme (FRA)      | 73e                   |
| 13                    | Valentin Paret-Peintre (FRA) | 82e                   |
| 14                    | Clément Berthet (FRA)        | 51e                   |
| 15                    | Felix Gall (AUT)             | 28e                   |
| 16                    | Aurélien Paret-Peintre (FRA) | 50e                   |
| 17                    | Killian Verschuren (FRA)     | 95e                   |

| Alpecin-Deceuninck ADC | Alpecin-Deceuninck ADC  | Alpecin-Deceuninck ADC |
| ---------------------- | ----------------------- | ---------------------- |
| Num                    | Coureur                 | Pos                    |
| 21                     | Stefano Oldani (ITA)    | 46e                    |
| 22                     | Alex Bogna (AUS)        | AB                     |
| 23                     | Kristian Sbaragli (ITA) | 44e                    |
| 24                     | Nicola Conci (ITA)      | 74e                    |
| 25                     | Quinten Hermans (BEL)   | AB                     |
| 27                     | Michael Gogl (AUT)      | 45e                    |

| Astana Qazaqstan Team AST | Astana Qazaqstan Team AST    | Astana Qazaqstan Team AST |
| ------------------------- | ---------------------------- | ------------------------- |
| Num                       | Coureur                      | Pos                       |
| 31                        | Samuele Battistella (ITA)    | 54e                       |
| 32                        | Harold Tejada (COL)          | 26e                       |
| 33                        | Antonio Nibali (ITA)         | AB                        |
| 34                        | Simone Velasco (ITA) (route) | 20e                       |
| 35                        | David de la Cruz (ESP)       | 64e                       |
| 36                        | Gianmarco Garofoli (ITA)     | 90e                       |
| 37                        | Christian Scaroni (ITA)      | AB                        |

| Bora-Hansgrohe BOH | Bora-Hansgrohe BOH             | Bora-Hansgrohe BOH |
| ------------------ | ------------------------------ | ------------------ |
| Num                | Coureur                        | Pos                |
| 41                 | Emanuel Buchmann (GER) (route) | AB                 |
| 42                 | Patrick Konrad (AUT)           | AB                 |
| 43                 | Giovanni Aleotti (ITA)         | AB                 |
| 44                 | Lennard Kämna (GER)            | AB                 |
| 45                 | Anton Palzer (GER)             | AB                 |
| 46                 | Aleksandr Vlasov               | 6e                 |
| 47                 | Sergio Higuita (COL)           | 38e                |

| Cofidis COF | Cofidis COF            | Cofidis COF |
| ----------- | ---------------------- | ----------- |
| Num         | Coureur                | Pos         |
| 51          | Harrison Wood (GBR)    | AB          |
| 52          | Rubén Fernández (ESP)  | 59e         |
| 53          | Victor Lafay (FRA)     | AB          |
| 54          | Axel Mariault (FRA)    | 89e         |
| 55          | Guillaume Martin (FRA) | 43e         |
| 56          | François Bidard (FRA)  | AB          |
| 57          | Rémy Rochas (FRA)      | AB          |

| EF Education-EasyPost EFE | EF Education-EasyPost EFE     | EF Education-EasyPost EFE |
| ------------------------- | ----------------------------- | ------------------------- |
| Num                       | Coureur                       | Pos                       |
| 61                        | Richard Carapaz (ECU) (route) | 7e                        |
| 62                        | James Shaw (GBR)              | AB                        |
| 63                        | Diego Camargo (COL)           | 81e                       |
| 64                        | Rigoberto Urán (COL)          | 29e                       |
| 65                        | Esteban Chaves (COL) (route)  | 32e                       |
| 66                        | Andrea Piccolo (ITA)          | 72e                       |
| 67                        | Mikkel Honoré (DEN)           | AB                        |

| Groupama-FDJ GFC | Groupama-FDJ GFC         | Groupama-FDJ GFC |
| ---------------- | ------------------------ | ---------------- |
| Num              | Coureur                  | Pos              |
| 71               | Matthieu Ladagnous (FRA) | AB               |
| 72               | Thibaut Pinot (FRA)      | 36e              |
| 73               | Quentin Pacher (FRA)     | 68e              |
| 74               | Lars van den Berg (NED)  | AB               |
| 75               | Romain Grégoire (FRA)    | 94e              |
| 76               | Lenny Martinez (FRA)     | 23e              |
| 77               | Lorenzo Germani (ITA)    | 93e              |

| Ineos Grenadiers IGD | Ineos Grenadiers IGD   | Ineos Grenadiers IGD |
| -------------------- | ---------------------- | -------------------- |
| Num                  | Coureur                | Pos                  |
| 81                   | Ben Swift (GBR)        | AB                   |
| 82                   | Brandon Rivera (COL)   | AB                   |
| 83                   | Carlos Rodríguez (ESP) | 18e                  |
| 84                   | Salvatore Puccio (ITA) | AB                   |
| 85                   | Pavel Sivakov (FRA)    | 78e                  |
| 86                   | Ben Turner (GBR)       | 77e                  |
| 87                   | Thymen Arensman (NED)  | AB                   |

| Jumbo-Visma TJV | Jumbo-Visma TJV             | Jumbo-Visma TJV |
| --------------- | --------------------------- | --------------- |
| Num             | Coureur                     | Pos             |
| 91              | Primož Roglič (SLO)         | 1er             |
| 92              | Koen Bouwman (NED)          | 85e             |
| 93              | Sam Oomen (NED)             | 83e             |
| 94              | Gijs Leemreize (NED)        | AB              |
| 95              | Tiesj Benoot (BEL)          | 13e             |
| 96              | Attila Valter (HUN) (route) | 41e             |
| 97              | Jan Tratnik (SLO)           | 84e             |

| Lidl-Trek LTK | Lidl-Trek LTK               | Lidl-Trek LTK |
| ------------- | --------------------------- | ------------- |
| Num           | Coureur                     | Pos           |
| 101           | Giulio Ciccone (ITA)        | 8e            |
| 102           | Jacopo Mosca (ITA)          | AB            |
| 103           | Juan Pedro López (ESP)      | AB            |
| 104           | Filippo Baroncini (ITA)     | 61e           |
| 105           | Mathias Vacek (CZE) (route) | AB            |
| 106           | Natnael Tesfatsion (ERI)    | AB            |
| 107           | Dario Cataldo (ITA)         | AB            |

| Soudal Quick-Step SOQ | Soudal Quick-Step SOQ    | Soudal Quick-Step SOQ |
| --------------------- | ------------------------ | --------------------- |
| Num                   | Coureur                  | Pos                   |
| 111                   | Julian Alaphilippe (FRA) | 34e                   |
| 112                   | Fausto Masnada (ITA)     | 31e                   |
| 113                   | Andrea Bagioli (ITA)     | 21e                   |
| 114                   | James Knox (GBR)         | AB                    |
| 115                   | Ilan Van Wilder (BEL)    | 87e                   |
| 116                   | Mauri Vansevenant (BEL)  | 91e                   |
| 117                   | Mauro Schmid (SUI)       | AB                    |

| Arkéa-Samsic ARK | Arkéa-Samsic ARK          | Arkéa-Samsic ARK |
| ---------------- | ------------------------- | ---------------- |
| Num              | Coureur                   | Pos              |
| 121              | Alessandro Verre (ITA)    | 37e              |
| 122              | Maxime Bouet (FRA)        | AB               |
| 123              | Kévin Ledanois (FRA)      | AB               |
| 124              | Warren Barguil (FRA)      | 10e              |
| 125              | Louis Barré (FRA)         | 40e              |
| 126              | Clément Champoussin (FRA) | 12e              |
| 127              | Ewen Costiou (FRA)        | 33e              |

| Team DSM-Firmenich DSM | Team DSM-Firmenich DSM   | Team DSM-Firmenich DSM |
| ---------------------- | ------------------------ | ---------------------- |
| Num                    | Coureur                  | Pos                    |
| 131                    | Romain Bardet (FRA)      | 17e                    |
| 132                    | Kevin Vermaerke (USA)    | AB                     |
| 133                    | Chris Hamilton (AUS)     | 42e                    |
| 134                    | Florian Stork (GER)      | 49e                    |
| 135                    | Andreas Leknessund (NOR) | AB                     |
| 136                    | Romain Combaud (FRA)     | AB                     |
| 137                    | Patrick Bevin (NZL)      | AB                     |

| Team Jayco AlUla JAY | Team Jayco AlUla JAY    | Team Jayco AlUla JAY |
| -------------------- | ----------------------- | -------------------- |
| Num                  | Coureur                 | Pos                  |
| 141                  | Lucas Hamilton (AUS)    | AB                   |
| 142                  | Hagos Welay Berhe (ETH) | 76e                  |
| 143                  | Chris Harper (AUS)      | 25e                  |
| 144                  | Simon Yates (GBR)       | 3e                   |
| 145                  | Filippo Zana (ITA)      | 30e                  |
| 146                  | Lawson Craddock (USA)   | AB                   |
| 147                  | Jesús David Peña (COL)  | 66e                  |

| UAE Team Emirates UAD | UAE Team Emirates UAD       | UAE Team Emirates UAD |
| --------------------- | --------------------------- | --------------------- |
| Num                   | Coureur                     | Pos                   |
| 151                   | Diego Ulissi (ITA)          | 27e                   |
| 152                   | Rafał Majka (POL)           | 80e                   |
| 153                   | Juan Ayuso (ESP)            | AB                    |
| 154                   | Tadej Pogačar (SLO) (route) | 2e                    |
| 155                   | Jay Vine (AUS)              | 79e                   |
| 156                   | Adam Yates (GBR)            | 9e                    |
| 157                   | Felix Großschartner (AUT)   | AB                    |

| Bingoal WB BWB | Bingoal WB BWB            | Bingoal WB BWB |
| -------------- | ------------------------- | -------------- |
| Num            | Coureur                   | Pos            |
| 161            | Dimitri Peyskens (BEL)    | AB             |
| 162            | Marco Tizza (ITA)         | AB             |
| 163            | Floris De Tier (BEL)      | AB             |
| 164            | Alexis Guérin (FRA)       | 24e            |
| 165            | Lennert Teugels (BEL)     | 56e            |
| 166            | Aaron Van der Beken (BEL) | AB             |
| 167            | Louka Matthys (BEL)       | 58e            |

| Team Corratec-Selle Italia COR | Team Corratec-Selle Italia COR | Team Corratec-Selle Italia COR |
| ------------------------------ | ------------------------------ | ------------------------------ |
| Num                            | Coureur                        | Pos                            |
| 171                            | Karel Vacek (CZE)              | AB                             |
| 172                            | Marco Murgano (ITA)            | AB                             |
| 173                            | Matteo Amella (ITA)            | AB                             |
| 174                            | Etienne van Empel (NED)        | 52e                            |
| 175                            | Nicolás Tivani (ARG)           | AB                             |
| 176                            | Valerio Conti (ITA)            | 39e                            |
| 177                            | Andrii Ponomar (UKR)           | AB                             |

| Eolo-Kometa EOK | Eolo-Kometa EOK           | Eolo-Kometa EOK |
| --------------- | ------------------------- | --------------- |
| Num             | Coureur                   | Pos             |
| 181             | Lorenzo Fortunato (ITA)   | 15e             |
| 182             | Mattia Bais (ITA)         | AB              |
| 183             | Diego Pablo Sevilla (ESP) | 55e             |
| 184             | Álex Martín (ESP)         | 88e             |
| 185             | Davide De Cassan (ITA)    | 92e             |
| 186             | Andrea Garosio (ITA)      | 67e             |
| 187             | Davide Piganzoli (ITA)    | 16e             |

| Green Project-Bardiani CSF-Faizanè BCF | Green Project-Bardiani CSF-Faizanè BCF | Green Project-Bardiani CSF-Faizanè BCF |
| -------------------------------------- | -------------------------------------- | -------------------------------------- |
| Num                                    | Coureur                                | Pos                                    |
| 191                                    | Giulio Pellizzari (ITA)                | AB                                     |
| 192                                    | Alessio Martinelli (ITA)               | AB                                     |
| 193                                    | Alessandro Santaromita (ITA)           | 63e                                    |
| 194                                    | Alex Tolio (ITA)                       | 47e                                    |
| 195                                    | Riccardo Lucca (ITA)                   | 97e                                    |
| 196                                    | Edgar Cadena (MEX) (route)             | 86e                                    |
| 197                                    | Luca Cavallo (ITA)                     | 48e                                    |

| Israel-Premier Tech IPT | Israel-Premier Tech IPT  | Israel-Premier Tech IPT |
| ----------------------- | ------------------------ | ----------------------- |
| Num                     | Coureur                  | Pos                     |
| 201                     | Jakob Fuglsang (DEN)     | 60e                     |
| 202                     | Nick Schultz (AUS)       | AB                      |
| 203                     | Dylan Teuns (BEL)        | 62e                     |
| 204                     | Marco Frigo (ITA)        | AB                      |
| 205                     | Domenico Pozzovivo (ITA) | 14e                     |
| 206                     | Stephen Williams (GBR)   | 22e                     |
| 207                     | Michael Woods (CAN)      | 5e                      |

| Q36.5 Pro Cycling Team Q36 | Q36.5 Pro Cycling Team Q36 | Q36.5 Pro Cycling Team Q36 |
| -------------------------- | -------------------------- | -------------------------- |
| Num                        | Coureur                    | Pos                        |
| 211                        | Negasi Abreha (ETH)        | AB                         |
| 212                        | Gianluca Brambilla (ITA)   | 35e                        |
| 213                        | Walter Calzoni (ITA)       | 53e                        |
| 214                        | Marcel Camprubí (ESP)      | AB                         |
| 215                        | Mark Donovan (GBR)         | 69e                        |
| 216                        | Alessandro Fedeli (ITA)    | AB                         |

| Beltrami TSA-Tre Colli BTC | Beltrami TSA-Tre Colli BTC | Beltrami TSA-Tre Colli BTC |
| -------------------------- | -------------------------- | -------------------------- |
| Num                        | Coureur                    | Pos                        |
| 221                        | Andrea Piras (ITA)         | AB                         |
| 222                        | Thomas Pesenti (ITA)       | AB                         |
| 223                        | Matteo Freddi (ITA)        | AB                         |
| 224                        | Giacomo Tagliavini (ITA)   | AB                         |
| 225                        | Edoardo Burani (ITA)       | AB                         |
| 226                        | Alex Raimondi (ITA)        | AB                         |
| 227                        | Andrea Biancalani (ITA)    | AB                         |

| GW Shimano-Sidermec GSS | GW Shimano-Sidermec GSS           | GW Shimano-Sidermec GSS |
| ----------------------- | --------------------------------- | ----------------------- |
| Num                     | Coureur                           | Pos                     |
| 231                     | Andrés Mancipe (COL)              | AB                      |
| 232                     | Jeferson Armando Ruiz Acuña (COL) | AB                      |
| 233                     | Jonathan Guatibonza (COL)         | AB                      |
| 234                     | Alessandro Bisolti (ITA)          | AB                      |
| 235                     | Filippo Tagliani (ITA)            | AB                      |
| 236                     | Santiago Umba (COL)               | 57e                     |
| 237                     | Alejandro Osorio (COL)            | 71e                     |

| Team Technipes #inEmiliaRomagna TER | Team Technipes #inEmiliaRomagna TER | Team Technipes #inEmiliaRomagna TER |
| ----------------------------------- | ----------------------------------- | ----------------------------------- |
| Num                                 | Coureur                             | Pos                                 |
| 241                                 | Emanuele Ansaloni (ITA)             | AB                                  |
| 242                                 | Stefano Masoni (ITA)                | AB                                  |
| 243                                 | Matteo Montefiori (ITA)             | AB                                  |
| 244                                 | Andrea Innocenti (ITA)              | 96e                                 |
| 245                                 | Alessandro Monaco (ITA)             | AB                                  |
| 246                                 | Martin Nessler (ITA)                | AB                                  |
| 247                                 | Gabriele Petrelli (ITA)             | AB                                  |

| Movistar Team MOV | Movistar Team MOV                  | Movistar Team MOV |
| ----------------- | ---------------------------------- | ----------------- |
| Num               | Coureur                            | Pos               |
| 1                 | Enric Mas (ESP)                    | 4e                |
| 2                 | William Barta (USA)                | 75e               |
| 3                 | Imanol Erviti (ESP)                | AB                |
| 4                 | Matteo Jorgenson (USA)             | 19e               |
| 5                 | Gregor Mühlberger (AUT) (route)    | 70e               |
| 6                 | Óscar Rodríguez Garaicoechea (ESP) | 65e               |
| 7                 | Oier Lazkano (ESP) (route)         | AB                |

| AG2R Citroën Team ACT | AG2R Citroën Team ACT        | AG2R Citroën Team ACT |
| --------------------- | ---------------------------- | --------------------- |
| Num                   | Coureur                      | Pos                   |
| 11                    | Ben O'Connor (AUS)           | 11e                   |
| 12                    | Nicolas Prodhomme (FRA)      | 73e                   |
| 13                    | Valentin Paret-Peintre (FRA) | 82e                   |
| 14                    | Clément Berthet (FRA)        | 51e                   |
| 15                    | Felix Gall (AUT)             | 28e                   |
| 16                    | Aurélien Paret-Peintre (FRA) | 50e                   |
| 17                    | Killian Verschuren (FRA)     | 95e                   |

| Alpecin-Deceuninck ADC | Alpecin-Deceuninck ADC  | Alpecin-Deceuninck ADC |
| ---------------------- | ----------------------- | ---------------------- |
| Num                    | Coureur                 | Pos                    |
| 21                     | Stefano Oldani (ITA)    | 46e                    |
| 22                     | Alex Bogna (AUS)        | AB                     |
| 23                     | Kristian Sbaragli (ITA) | 44e                    |
| 24                     | Nicola Conci (ITA)      | 74e                    |
| 25                     | Quinten Hermans (BEL)   | AB                     |
| 27                     | Michael Gogl (AUT)      | 45e                    |

| Astana Qazaqstan Team AST | Astana Qazaqstan Team AST    | Astana Qazaqstan Team AST |
| ------------------------- | ---------------------------- | ------------------------- |
| Num                       | Coureur                      | Pos                       |
| 31                        | Samuele Battistella (ITA)    | 54e                       |
| 32                        | Harold Tejada (COL)          | 26e                       |
| 33                        | Antonio Nibali (ITA)         | AB                        |
| 34                        | Simone Velasco (ITA) (route) | 20e                       |
| 35                        | David de la Cruz (ESP)       | 64e                       |
| 36                        | Gianmarco Garofoli (ITA)     | 90e                       |
| 37                        | Christian Scaroni (ITA)      | AB                        |

| Bora-Hansgrohe BOH | Bora-Hansgrohe BOH             | Bora-Hansgrohe BOH |
| ------------------ | ------------------------------ | ------------------ |
| Num                | Coureur                        | Pos                |
| 41                 | Emanuel Buchmann (GER) (route) | AB                 |
| 42                 | Patrick Konrad (AUT)           | AB                 |
| 43                 | Giovanni Aleotti (ITA)         | AB                 |
| 44                 | Lennard Kämna (GER)            | AB                 |
| 45                 | Anton Palzer (GER)             | AB                 |
| 46                 | Aleksandr Vlasov               | 6e                 |
| 47                 | Sergio Higuita (COL)           | 38e                |

| Cofidis COF | Cofidis COF            | Cofidis COF |
| ----------- | ---------------------- | ----------- |
| Num         | Coureur                | Pos         |
| 51          | Harrison Wood (GBR)    | AB          |
| 52          | Rubén Fernández (ESP)  | 59e         |
| 53          | Victor Lafay (FRA)     | AB          |
| 54          | Axel Mariault (FRA)    | 89e         |
| 55          | Guillaume Martin (FRA) | 43e         |
| 56          | François Bidard (FRA)  | AB          |
| 57          | Rémy Rochas (FRA)      | AB          |

| EF Education-EasyPost EFE | EF Education-EasyPost EFE     | EF Education-EasyPost EFE |
| ------------------------- | ----------------------------- | ------------------------- |
| Num                       | Coureur                       | Pos                       |
| 61                        | Richard Carapaz (ECU) (route) | 7e                        |
| 62                        | James Shaw (GBR)              | AB                        |
| 63                        | Diego Camargo (COL)           | 81e                       |
| 64                        | Rigoberto Urán (COL)          | 29e                       |
| 65                        | Esteban Chaves (COL) (route)  | 32e                       |
| 66                        | Andrea Piccolo (ITA)          | 72e                       |
| 67                        | Mikkel Honoré (DEN)           | AB                        |

| Groupama-FDJ GFC | Groupama-FDJ GFC         | Groupama-FDJ GFC |
| ---------------- | ------------------------ | ---------------- |
| Num              | Coureur                  | Pos              |
| 71               | Matthieu Ladagnous (FRA) | AB               |
| 72               | Thibaut Pinot (FRA)      | 36e              |
| 73               | Quentin Pacher (FRA)     | 68e              |
| 74               | Lars van den Berg (NED)  | AB               |
| 75               | Romain Grégoire (FRA)    | 94e              |
| 76               | Lenny Martinez (FRA)     | 23e              |
| 77               | Lorenzo Germani (ITA)    | 93e              |

| Ineos Grenadiers IGD | Ineos Grenadiers IGD   | Ineos Grenadiers IGD |
| -------------------- | ---------------------- | -------------------- |
| Num                  | Coureur                | Pos                  |
| 81                   | Ben Swift (GBR)        | AB                   |
| 82                   | Brandon Rivera (COL)   | AB                   |
| 83                   | Carlos Rodríguez (ESP) | 18e                  |
| 84                   | Salvatore Puccio (ITA) | AB                   |
| 85                   | Pavel Sivakov (FRA)    | 78e                  |
| 86                   | Ben Turner (GBR)       | 77e                  |
| 87                   | Thymen Arensman (NED)  | AB                   |

| Jumbo-Visma TJV | Jumbo-Visma TJV             | Jumbo-Visma TJV |
| --------------- | --------------------------- | --------------- |
| Num             | Coureur                     | Pos             |
| 91              | Primož Roglič (SLO)         | 1er             |
| 92              | Koen Bouwman (NED)          | 85e             |
| 93              | Sam Oomen (NED)             | 83e             |
| 94              | Gijs Leemreize (NED)        | AB              |
| 95              | Tiesj Benoot (BEL)          | 13e             |
| 96              | Attila Valter (HUN) (route) | 41e             |
| 97              | Jan Tratnik (SLO)           | 84e             |

| Lidl-Trek LTK | Lidl-Trek LTK               | Lidl-Trek LTK |
| ------------- | --------------------------- | ------------- |
| Num           | Coureur                     | Pos           |
| 101           | Giulio Ciccone (ITA)        | 8e            |
| 102           | Jacopo Mosca (ITA)          | AB            |
| 103           | Juan Pedro López (ESP)      | AB            |
| 104           | Filippo Baroncini (ITA)     | 61e           |
| 105           | Mathias Vacek (CZE) (route) | AB            |
| 106           | Natnael Tesfatsion (ERI)    | AB            |
| 107           | Dario Cataldo (ITA)         | AB            |

| Soudal Quick-Step SOQ | Soudal Quick-Step SOQ    | Soudal Quick-Step SOQ |
| --------------------- | ------------------------ | --------------------- |
| Num                   | Coureur                  | Pos                   |
| 111                   | Julian Alaphilippe (FRA) | 34e                   |
| 112                   | Fausto Masnada (ITA)     | 31e                   |
| 113                   | Andrea Bagioli (ITA)     | 21e                   |
| 114                   | James Knox (GBR)         | AB                    |
| 115                   | Ilan Van Wilder (BEL)    | 87e                   |
| 116                   | Mauri Vansevenant (BEL)  | 91e                   |
| 117                   | Mauro Schmid (SUI)       | AB                    |

| Arkéa-Samsic ARK | Arkéa-Samsic ARK          | Arkéa-Samsic ARK |
| ---------------- | ------------------------- | ---------------- |
| Num              | Coureur                   | Pos              |
| 121              | Alessandro Verre (ITA)    | 37e              |
| 122              | Maxime Bouet (FRA)        | AB               |
| 123              | Kévin Ledanois (FRA)      | AB               |
| 124              | Warren Barguil (FRA)      | 10e              |
| 125              | Louis Barré (FRA)         | 40e              |
| 126              | Clément Champoussin (FRA) | 12e              |
| 127              | Ewen Costiou (FRA)        | 33e              |

| Team DSM-Firmenich DSM | Team DSM-Firmenich DSM   | Team DSM-Firmenich DSM |
| ---------------------- | ------------------------ | ---------------------- |
| Num                    | Coureur                  | Pos                    |
| 131                    | Romain Bardet (FRA)      | 17e                    |
| 132                    | Kevin Vermaerke (USA)    | AB                     |
| 133                    | Chris Hamilton (AUS)     | 42e                    |
| 134                    | Florian Stork (GER)      | 49e                    |
| 135                    | Andreas Leknessund (NOR) | AB                     |
| 136                    | Romain Combaud (FRA)     | AB                     |
| 137                    | Patrick Bevin (NZL)      | AB                     |

| Team Jayco AlUla JAY | Team Jayco AlUla JAY    | Team Jayco AlUla JAY |
| -------------------- | ----------------------- | -------------------- |
| Num                  | Coureur                 | Pos                  |
| 141                  | Lucas Hamilton (AUS)    | AB                   |
| 142                  | Hagos Welay Berhe (ETH) | 76e                  |
| 143                  | Chris Harper (AUS)      | 25e                  |
| 144                  | Simon Yates (GBR)       | 3e                   |
| 145                  | Filippo Zana (ITA)      | 30e                  |
| 146                  | Lawson Craddock (USA)   | AB                   |
| 147                  | Jesús David Peña (COL)  | 66e                  |

| UAE Team Emirates UAD | UAE Team Emirates UAD       | UAE Team Emirates UAD |
| --------------------- | --------------------------- | --------------------- |
| Num                   | Coureur                     | Pos                   |
| 151                   | Diego Ulissi (ITA)          | 27e                   |
| 152                   | Rafał Majka (POL)           | 80e                   |
| 153                   | Juan Ayuso (ESP)            | AB                    |
| 154                   | Tadej Pogačar (SLO) (route) | 2e                    |
| 155                   | Jay Vine (AUS)              | 79e                   |
| 156                   | Adam Yates (GBR)            | 9e                    |
| 157                   | Felix Großschartner (AUT)   | AB                    |

| Bingoal WB BWB | Bingoal WB BWB            | Bingoal WB BWB |
| -------------- | ------------------------- | -------------- |
| Num            | Coureur                   | Pos            |
| 161            | Dimitri Peyskens (BEL)    | AB             |
| 162            | Marco Tizza (ITA)         | AB             |
| 163            | Floris De Tier (BEL)      | AB             |
| 164            | Alexis Guérin (FRA)       | 24e            |
| 165            | Lennert Teugels (BEL)     | 56e            |
| 166            | Aaron Van der Beken (BEL) | AB             |
| 167            | Louka Matthys (BEL)       | 58e            |

| Team Corratec-Selle Italia COR | Team Corratec-Selle Italia COR | Team Corratec-Selle Italia COR |
| ------------------------------ | ------------------------------ | ------------------------------ |
| Num                            | Coureur                        | Pos                            |
| 171                            | Karel Vacek (CZE)              | AB                             |
| 172                            | Marco Murgano (ITA)            | AB                             |
| 173                            | Matteo Amella (ITA)            | AB                             |
| 174                            | Etienne van Empel (NED)        | 52e                            |
| 175                            | Nicolás Tivani (ARG)           | AB                             |
| 176                            | Valerio Conti (ITA)            | 39e                            |
| 177                            | Andrii Ponomar (UKR)           | AB                             |

| Eolo-Kometa EOK | Eolo-Kometa EOK           | Eolo-Kometa EOK |
| --------------- | ------------------------- | --------------- |
| Num             | Coureur                   | Pos             |
| 181             | Lorenzo Fortunato (ITA)   | 15e             |
| 182             | Mattia Bais (ITA)         | AB              |
| 183             | Diego Pablo Sevilla (ESP) | 55e             |
| 184             | Álex Martín (ESP)         | 88e             |
| 185             | Davide De Cassan (ITA)    | 92e             |
| 186             | Andrea Garosio (ITA)      | 67e             |
| 187             | Davide Piganzoli (ITA)    | 16e             |

| Green Project-Bardiani CSF-Faizanè BCF | Green Project-Bardiani CSF-Faizanè BCF | Green Project-Bardiani CSF-Faizanè BCF |
| -------------------------------------- | -------------------------------------- | -------------------------------------- |
| Num                                    | Coureur                                | Pos                                    |
| 191                                    | Giulio Pellizzari (ITA)                | AB                                     |
| 192                                    | Alessio Martinelli (ITA)               | AB                                     |
| 193                                    | Alessandro Santaromita (ITA)           | 63e                                    |
| 194                                    | Alex Tolio (ITA)                       | 47e                                    |
| 195                                    | Riccardo Lucca (ITA)                   | 97e                                    |
| 196                                    | Edgar Cadena (MEX) (route)             | 86e                                    |
| 197                                    | Luca Cavallo (ITA)                     | 48e                                    |

| Israel-Premier Tech IPT | Israel-Premier Tech IPT  | Israel-Premier Tech IPT |
| ----------------------- | ------------------------ | ----------------------- |
| Num                     | Coureur                  | Pos                     |
| 201                     | Jakob Fuglsang (DEN)     | 60e                     |
| 202                     | Nick Schultz (AUS)       | AB                      |
| 203                     | Dylan Teuns (BEL)        | 62e                     |
| 204                     | Marco Frigo (ITA)        | AB                      |
| 205                     | Domenico Pozzovivo (ITA) | 14e                     |
| 206                     | Stephen Williams (GBR)   | 22e                     |
| 207                     | Michael Woods (CAN)      | 5e                      |

| Q36.5 Pro Cycling Team Q36 | Q36.5 Pro Cycling Team Q36 | Q36.5 Pro Cycling Team Q36 |
| -------------------------- | -------------------------- | -------------------------- |
| Num                        | Coureur                    | Pos                        |
| 211                        | Negasi Abreha (ETH)        | AB                         |
| 212                        | Gianluca Brambilla (ITA)   | 35e                        |
| 213                        | Walter Calzoni (ITA)       | 53e                        |
| 214                        | Marcel Camprubí (ESP)      | AB                         |
| 215                        | Mark Donovan (GBR)         | 69e                        |
| 216                        | Alessandro Fedeli (ITA)    | AB                         |

| Beltrami TSA-Tre Colli BTC | Beltrami TSA-Tre Colli BTC | Beltrami TSA-Tre Colli BTC |
| -------------------------- | -------------------------- | -------------------------- |
| Num                        | Coureur                    | Pos                        |
| 221                        | Andrea Piras (ITA)         | AB                         |
| 222                        | Thomas Pesenti (ITA)       | AB                         |
| 223                        | Matteo Freddi (ITA)        | AB                         |
| 224                        | Giacomo Tagliavini (ITA)   | AB                         |
| 225                        | Edoardo Burani (ITA)       | AB                         |
| 226                        | Alex Raimondi (ITA)        | AB                         |
| 227                        | Andrea Biancalani (ITA)    | AB                         |

| GW Shimano-Sidermec GSS | GW Shimano-Sidermec GSS           | GW Shimano-Sidermec GSS |
| ----------------------- | --------------------------------- | ----------------------- |
| Num                     | Coureur                           | Pos                     |
| 231                     | Andrés Mancipe (COL)              | AB                      |
| 232                     | Jeferson Armando Ruiz Acuña (COL) | AB                      |
| 233                     | Jonathan Guatibonza (COL)         | AB                      |
| 234                     | Alessandro Bisolti (ITA)          | AB                      |
| 235                     | Filippo Tagliani (ITA)            | AB                      |
| 236                     | Santiago Umba (COL)               | 57e                     |
| 237                     | Alejandro Osorio (COL)            | 71e                     |

| Team Technipes #inEmiliaRomagna TER | Team Technipes #inEmiliaRomagna TER | Team Technipes #inEmiliaRomagna TER |
| ----------------------------------- | ----------------------------------- | ----------------------------------- |
| Num                                 | Coureur                             | Pos                                 |
| 241                                 | Emanuele Ansaloni (ITA)             | AB                                  |
| 242                                 | Stefano Masoni (ITA)                | AB                                  |
| 243                                 | Matteo Montefiori (ITA)             | AB                                  |
| 244                                 | Andrea Innocenti (ITA)              | 96e                                 |
| 245                                 | Alessandro Monaco (ITA)             | AB                                  |
| 246                                 | Martin Nessler (ITA)                | AB                                  |
| 247                                 | Gabriele Petrelli (ITA)             | AB                                  |

### Classements UCI
La course attribue des points au Classement mondial UCI 2023 selon le barème suivant.
| Position           | 1er | 2e  | 3e  | 4e  | 5e | 6e | 7e | 8e | 9e | 10e | 11e | 12e | 13e | 14e | 15e | 16e à 30e | 31e à 40e |
| Classement général | 200 | 150 | 125 | 100 | 85 | 70 | 60 | 50 | 40 | 35  | 30  | 25  | 20  | 15  | 10  | 5         | 3         |